# Поленов, Андрей Алексеевич
Андре́й Алексе́евич Поле́нов (1787—1870) — инженер-генерал-лейтенант, директор Департамента ревизии отчетов Корпуса инженеров путей сообщения.

## Биография
Происходил из дворянского рода Санкт-Петербургской губернии Поленовых. С 1800 по 1808 год обучался в Училище корабельной архитектуры. После окончания училища произведён в драфцманы, служил по кораблестроению.
Вышел в отставку 29 декабря 1811 года и поступил воспитанником в Институт корпуса инженеров путей сообщения. В июне 1812 года произведён в чин прапорщика, в 1813 году — подпоручика. 20 августа 1814 года окончил институт в чине поручика, его имя было занесено на мраморную доску института за успехи в учёбе.
С 1814 по 1816 годы находился при составлении плана французской крепости Данцига, захваченной русскими и прусскими войсками в декабре 1813 года. С 1819 года состоял при управлении построения государственных шоссейных дорог, которое находилось в ведении генерала А. П. Вельяшева.
В 1820—1840 годах находился на разных должностях отделов шоссейных дорог Главного управлением путей сообщения. В январе 1820 года, при разделении 1-го Округа сухопутных сообщений на 6 дорожных отделений, был назначен директором 4-го отделения. В апреле 1822 года стал директором Петергофской дирекции окрестных Санкт-Петербургских дорог.
В 1823—1824 годах, под руководством инженера В. Христиановича, участвовал в строительстве Пантелеймоновского моста через реку Фонтанку у Летнего сада. В августе 1826 года произведён в подполковники. С 1828 года определён старшим членом в Техническую ревизионную комиссию при Совете путей Сообщения. 6 декабря 1830 года произведён в полковники.
В 1830 году в «Журнале Министерства Путей Сообщения» Поленов напечатал статью «Краткое описание землечерпательной машины Плотто, употребленной для расчистки мелей в Архангельске». 3 апреля 1831 года был назначен членом в комиссию для рассматривания сумм 1-го округа Путей Сообщения, а в июле 1832 года занял должность председателя.
6 декабря 1837 года пожалован в чин генерал-майора и 18 декабря определён управляющим комиссией для ревизии всех отчетов ведомства путей сообщения и публичных зданий. 4 февраля 1843 года комиссия переименована в Департамент, и Поленов был назначен его директором. За отличие по службе 19-го апреля 1853 года произведён в генерал-лейтенанты.
Вышел в отставку 1 июля 1865 года. Умер 15 марта 1870 года в Петербурге. Похоронен на Митрофаниевском православном кладбище.
Женат был на Вере Александровне (10.08.1795 — 26.12.1861).

## Награды
- Орден Святой Анны 1-й степени с короной (3.4.1849)
- Орден Святого Владимира 2-й степени (1856)
- Орден Белого орла (2.10.1858)